# 타키우치 쿠미
타키우치 쿠미(瀧内 公美, 1989년 10월 21일 ~ )는 일본의 배우이다.

## 경력
도야마현 출신으로 18세에 도쿄로 상경한다. 오츠마여자대학 아동교육학부에 입학하여 교원 면허를 취득하며, 대학 졸업 후인 2012년부터 본격적으로 배우 활동을 시작한다. 이후 우치다 에이지 감독의 《그레이트풀 데드》 (2014) 오디션에 합격하며 영화 첫 주연을 맡았다. 2019년 아라이 하루히코 감독의 《분화구의 두 사람》에 출연하며 키네마 준보 베스트텐 여우주연상을 수상하였다.

## 출연

### 영화
- 《분화구의 두 사람》 - 나오코 역
- 《카마타 프렐류드》
- 《윤희에게》 - 료코 역